# Могъщите магимечове
„Могъщите магимечове“ (на английски: Mighty Magiswords) е американски анимационен сериал по идея на Кайл Кароца, който е първият оригинален уеб сериал на „Картун Нетуърк Видео“, а премиерата му излиза онлайн на 6 май 2015 г.
На 13 юни 2016 г. е съобщено, че „Могъщите магимечове“ се превръща в пълнометражен телевизионен сериал, и се излъчва премиерно на 29 септември 2016 г. по „Картун Нетуърк“. Сериалът приключва на 17 май 2019 г. Сериалът е достъпен в „Ейч Би О Макс“ от април до август 2022 г.

## В България
В България сериалът започва излъчване по локалната версия на Картун Нетуърк на 6 март 2017 г. Дублажът е нахсинхронен в студио „Про Филмс“. В него участват Надя Полякова, Вилма Карталска и др.